# Landsbanki
O Landsbanki Íslands hf (em islandês Banco Nacional) é um banco da Islândia. Recentemente, em decorrência da crise financeira que atinge o país, o Landsbanki foi estatizado.